# Liste du patrimoine immobilier classé de Beauraing
Cette page regroupe l'ensemble du patrimoine immobilier classé de la ville belge de Beauraing.
| Objet | Année de construction / Architecte | Adresse                                        | Section communale | Coordonnées                      | Numéro d’inventaire | Illustration                                  |
| --- | ---------------------------------- | ---------------------------------------------- | ----------------- | -------------------------------- | ------------------- | --------------------------------------------- |
| Ensemble formé par le château de Beauraing et le parc qui l'entoure |                                    |                                                |                   | 50° 06′ 06″ nord, 4° 56′ 49″ est | 91013-CLT-0001-01   | Image manquanteTéléverser                     |
| La Chapelle Saint-Pierre (M) et extension de classement du site du Château de Beauraing (S) |                                    |                                                |                   | 50° 06′ 04″ nord, 4° 56′ 52″ est | 91013-CLT-0002-01   | Image manquanteTéléverser                     |
| Porte de Lomprez |                                    | Rue de Focant, aan de zijde van 111 te Revogne | Honnay            | 50° 05′ 37″ nord, 5° 02′ 48″ est | 91013-CLT-0005-01   | Image manquanteTéléverser                     |
| Tour de Sevry et le corps de logis y attenant |                                    |                                                | Javingue          | 50° 05′ 39″ nord, 4° 55′ 38″ est | 91013-CLT-0006-01   | Tour de Sevry et le corps de logis y attenant |
| La chapelle Saint-Etienne de Revogne (M) ainsi que l'ensemble formé par cet édifice et le chemin situé dans le hameau de Revogne au bas de la chapelle et la route qui monte vers celle-ci et au nord, la ligne de crête avec les ruines de l'ancien château (S) |                                    |                                                | Honnay            | 50° 05′ 40″ nord, 5° 02′ 43″ est | 91013-CLT-0009-01   | Image manquanteTéléverser                     |
| Ferme des Loges et les pâtures avoisinantes |                                    |                                                |                   | 50° 03′ 07″ nord, 4° 56′ 02″ est | 91013-CLT-0010-01   | Image manquanteTéléverser                     |
| -Les trois tours du château et les murailles extérieures intermédiaires; |                                    |                                                |                   | 50° 06′ 23″ nord, 4° 57′ 21″ est | 91013-CLT-0012-01   | Image manquanteTéléverser                     |